# Письма к Джульетте
«Письма к Джульетте» (англ. Letters to Juliet) — романтическая комедия режиссёра Гари Виника. Премьера 25 апреля 2010 года.

## Сюжет
Журналистка New Yorker, проверяющая факты, Софи Холл (Аманда Сейфрид), мечтает стать писательницей, но её босс не разделяет её желания. Её жених Виктор (Гаэль Гарсиа Берналь) собирается открывать итальянский ресторан в Нью-Йорке. Они едут на «медовый месяц» в Верону, где Виктор заодно встретится с поставщиками. Но он так воодушевился поиском сыров и вина для своего ресторана, что времени на Софи совершенно нет. И ей приходится самой осматривать достопримечательности. Однажды она видит «дом Джульетты», на стену которого прикрепляют письма, в которых влюблённые представительницы прекрасного пола обращаются к Джульетте за советами. В конце дня Софи видит, как итальянка собирает все эти письма в корзинку и уносит. Следуя за ней, Софи узнаёт, что есть группа женщин, называющих себя «секретарями Джульетты», которые отвечают на все эти письма. На следующий день Софи помогает снимать письма со стены и за выпавшим кирпичом находит измятый конверт, написанный в 1957 году молодой англичанкой Клер, которая будучи на учёбе в Италии, влюбилась в Лоренцо Бартолини. Когда он попросил её бежать с ним, она не появляется и пишет к Джульетте об этом. И Софи решает ответить на это письмо.
Через несколько дней Софи встречает молодого англичанина Чарли (Кристофер Игэн), который довольно грубо говорит ей, что она совершила неправильный поступок, написав письмо, так как теперь его бабушка приехала из Англии в поисках любви её молодости. Софи встречается с Клер (Ванесса Редгрейв) и просит взять её с собой в путешествие, чтобы найти всех Лоренцо Бартолини в районе Сиены. И Софи начинает писать эту удивительную историю.

## В ролях
- Аманда Сейфрид — Софи
- Гаэль Гарсия Берналь — Виктор
- Ванесса Редгрейв — Клэр
- Кристофер Игэн — Чарли
- Франко Неро — Лоренцо
- Луиза Раньери — Изабелла
- Милена Вукотич — одна из «секретарей Джульетты»
- Марина Массирони — одна из «секретарей Джульетты»

## Саундтрек
- «You Got Me» — Colbie Caillat
- «Chianti Country»
- «Verona» — Andy Georges
- «Un Giorno Così» — 883
- «Per Avere Te» — Franco Morselli
- «Quando, Quando, Quando» — Laura Jane (as Lisa Jane) and Chris Mann
- «Variations On A Theme By Mozart» — from The Magic Flute, Opus 9
- «Sospesa» — Malika Ayane and Pacifico
- «Per Dimenticare» — Zero Assoluto
- «Sono Bugiarda (I’m A liar)» — Caterina Caselli
- «Guarda Che Luna» — Fred Buscaglione
- «Love Story» — Taylor Swift
- «What If» — Colbie Caillat

## Критика
Кинолента получила неоднозначные отзывы критиков. Портал Rotten Tomatoes удостоил фильм 41 % положительных отзывов.

## Кассовые сборы
Мировые кассовые сборы фильма составили $61 290 304. В начале проката фильм стартовал с третьей позиции, уступив картинам «Железный человек 2» и «Робин Гуд».

## Предыстория
Традиция отклика на трогательные послания, в которых люди делятся с Джульеттой своими любовными переживаниями, была положена веронцем Этторе Солимани / Ettore Solimani. В 1930-х годах Солимани был назначен хранителем музея на территории бывшего монастыря Сан Франческо, во внутреннем дворике которого с незапамятных времён находился мраморный саркофаг — по преданию Гробница Джульетты, где некоторые посетители оставляли записки с обращением к героине. Традиции, начатые первым и самым верным секретарём Джульетты, впоследствии были продолжены другими людьми. Этот процесс не был непрерывным, случалось, что приходящие письма оставались без ответа в течение нескольких лет. В конце 1980-х годов, когда очередной секретарь Джульетты оставил свой пост, и корреспонденция героини стала накапливаться, не получая ответа, представитель культурного департамента Вероны обратился к Джулио Тамассиа / Giulio Tamassia (основателю Клуба Джульетты) с просьбой подыскать кого-нибудь, кто был бы в состоянии ответить на горы накопившихся писем. Тот привлёк способную студентку, знающую несколько языков. Со временем секретарей Джульетты стало больше. Джулио подключил к работе в клубе и свою дочь Джованну. В начале 1990-х рассказы о необычной деятельности синьора Тамассиа и его «Джульетт» появились на страницах изданий Wall Street Journal, the Washington Post, Le Figaro, что вызвало новые потоки писем. Основной состав Клуба — это люди, несущие нелёгкую и почётную обязанность секретарей Джульетты, на разных языках отвечая всем, кто направляет в Верону письма или электронные послания для легендарной героини.
В 2006 году вышла книга сестёр Сейл и Лиз Фридман «Письма Джульетте» / Letters to Juliet: Celebrating Shakespeare’s Greatest Heroine, the Magical City of Verona, and the Power of Love — Lise Friedman & Ceil Friedman (New York — Verona), рассказывающая о почте шекспировской героини и её секретарях в Вероне (в том числе и о российском секретаре — «From Russia with Love»). Данная книга не является основой сюжета одноимённого фильма, но она вдохновила его создателей, подсказав сценаристам Хосе Ривера и Тиму Салливану идею киноистории.